# サイレント・フォース
サイレント・フォース(Silent Force)は、ドイツを拠点に活動するヘヴィメタル（メロディックスピードメタル）バンド。
元ロイヤル・ハント(結成当時)のシンガー、D.C.クーパーが1998年に発表したソロアルバムが好評だったため、アルバムに全面協力しプロデューサーでもあったピンク・クリーム69のデニス・ワードにバンドの結成を持ち掛けられ、結成。シナーのギタリスト、アレックス・バイロットとD.C.が中心となって活動していた。2007年のWalk The Earth を発表の後、長らく活動停止状態にあったが、メンバーを一新し、2013年に新作、Rising From Ashesを発表した。前任のD.C.クーパーはロイヤル・ハントへ復帰し、ニューシンガーに元ジェイデッド・ハートのマイケル・ボーマン、ベースにはマット・シナー、キーボードには、アレッサンドロ・デル・ヴェッキオが加入した。アレックスはベースのマットと共にプライマル・フィアと掛け持ちとなった。

## ディスコグラフィー
- エンパイア・オブ・フューチャー The Empire of Future (2000)
- インファチュエイター Infatuator (2001)
- ワールズ・アパート Worlds Apart (2004)
- ウォーク・ジ・アース Walk The Earth (2006)
- ライジング・フロム・アッシェズ Rising From Ashes (2013)